# Heinz Lippmann

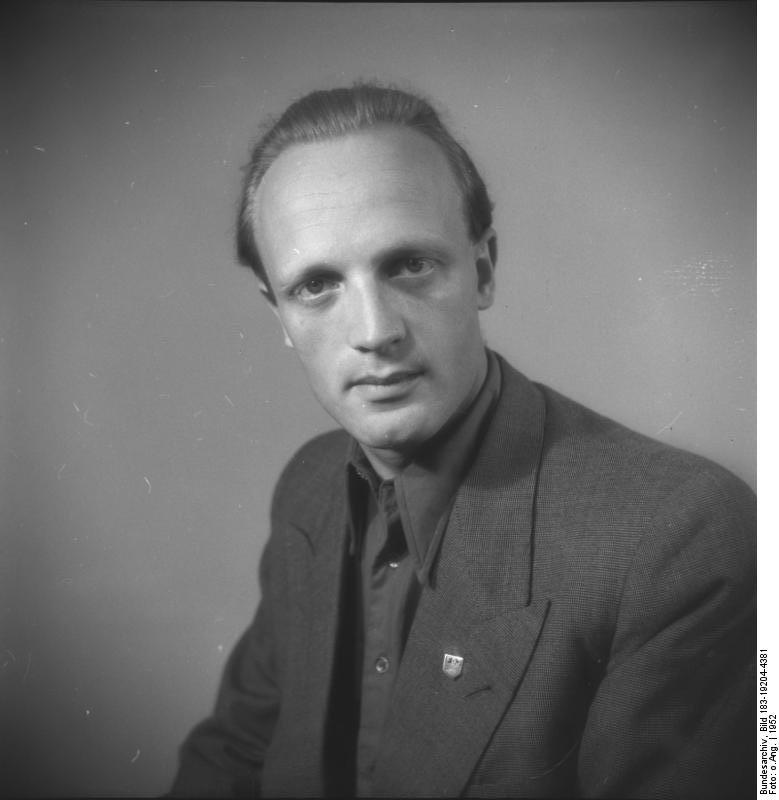
Heinz Lippmann (1952)

Heinz Bernhard Lippmann (* 24. Oktober 1921 in Berlin; † 11. August 1974 in Bonn-Bad Godesberg) war ein Abkömmling einer jüdischen Familie. Im Dritten Reich wurde seine Familie nahezu vollständig umgebracht. Lippmann konnte in Konzentrationslagern überleben. Nach dem Kriege lebte Lippmann in der DDR und beteiligte sich am Aufbau des Staates. Er wurde FDJ-Funktionär. In den 1950er Jahren war er Stellvertreter von Erich Honecker als Leiter der Freien Deutschen Jugend (FDJ). Als sich nach dem Aufstand vom 17. Juni 1953 abzeichnete, dass gegen Lippmann und andere ein stalinistisches Säuberungsverfahren der SED eröffnet werden sollte, floh er über West-Berlin nach Hamburg, wobei er 300.000 Deutsche Mark aus dem Vermögen der FDJ mitnahm. Im Westen betätigte sich Lippmann als Publizist über die Geschichte der DDR.

## Leben
Lippmann war der Sohn eines Fabrikanten jüdischer Abstammung. Sein Vater stellte Beleuchtungsartikel und elektrische Lampen her. Er starb kurz nach der Geburt. Die Fabrik wurde von seinem Bruder Paul weitergeführt. Seine Mutter Elisabeth Hertzog heiratete erneut. Ihr zweiter Ehemann Georg Lewinsohn entstammte ebenfalls einer jüdischen Familie. Ab 1931 besuchte Lippmann das Luisenstädtische Realgymnasium. Nach der Machtergreifung war Lippmann nach Diktion der Nazis ein Mischling 1. Grades. Aus der Hitlerjugend und aus seinem Ruderklub Undine wurde Lippmann ausgeschlossen. In seiner Schule wurde Lippmann nicht zum Abitur zugelassen, sondern musste das Gymnasium 1938 verlassen. Er begann eine Lehre in der Damenkonfektion. Im Zuge der Reichspogromnacht wurde die Familie Lippmann enteignet. Das Damenkonfektionsgeschäft wurde ebenfalls zerstört, sodass Lippmann als Hilfsarbeiter tätig sein musste. Während seine Familie größtenteils ermordet wurde, wurde er bei den Hermann-Göring-Werken dienstverpflichtet. Nachdem eine Flucht in die Schweiz gescheitert war, kam Lippmann in Gestapohaft. Dort wurden er und seine Freunde misshandelt. Die Gestapo verfügte seine Haft in den Konzentrationslagern Großbeeren, Auschwitz-Monowitz und Buchenwald von 1942 bis 1945.
Nach der Befreiung trat er 1945 in die KPD ein und wurde 1946 mit der Zwangsvereinigung von SPD und KPD Mitglied der SED. 1945/46 war er Mitarbeiter der Volksbildungsverwaltung in Thüringen. Er war Mitbegründer des antifaschistischen Jugendausschusses und der FDJ in Thüringen und Mitglied des Zentralrats der FDJ. 1946 bis 1948 war er Sekretär für Kultur und Erziehung der FDJ-Landesleitung Thüringen. Dann wechselte er nach Berlin, in den FDJ-Zentralrat. Dort war er erst Org-Sekretär und ab 1949 Sekretär des Zentralrats und verantwortlich für den Aufbau der West-Abteilung und für die Arbeit der FDJ in der Bundesrepublik bis zum Verbot im Juni 1951. Danach  war er bis 1952 verantwortlich für die Anleitung der illegalen Arbeit der West-FDJ. 1949 bis 1952 war er außerdem Mitglied der Westkommission des Politbüros der SED. 1951 wurde er Mitglied des Zentralvorstandes der VVN. 1952 wurde er dann Stellvertreter des FDJ-Vorsitzenden Erich Honecker, verantwortlich für Organisation, Finanzen, Internationales, die Kasernierte Volkspolizei und die Organisation Dienst für Deutschland. Er war Mitglied im Büro des Präsidiums des Nationalrats der Nationalen Front und im Staatlichen Komitee für Körperkultur.
Nach der politischen Demontage seines Förderers Franz Dahlem und aufgrund persönlicher Bedrohungsängste im Zusammenhang mit dem Rudolf-Slánský-Prozess in Prag sowie nach einer missglückten Sabotageaktion der FDJ, mit der die Bundestagswahlen am 6. September 1953 gestört werden sollten, floh er am 20. September 1953 in die Bundesrepublik. Dabei nahm er 300.000 D-Mark aus der FDJ-Kasse mit. Daraufhin wurde er am 30. September 1953 wegen „feindlicher Tätigkeit, unmoralischen Lebenswandels und Unterschlagung von Verbandsgeldern“ aus der FDJ ausgeschlossen. Nach seiner Flucht wurde gegen ihn ein Ermittlungsverfahren eröffnet. 1956 wurde er in Frankfurt am Main wegen Unterschlagung zu neun Monaten Haft auf Bewährung verurteilt. Ein Hochverratsprozess gegen ihn vor dem Bundesgerichtshof wurde 1957 nach seinen Zeugenaussagen gegen SED-, KPD- und FDJ-Funktionäre aufgehoben.
1959 gründete er die Zeitschrift Der dritte Weg, die vom Verfassungsschutz mitfinanziert und illegal in der DDR vertrieben wurde. Sie musste 1964 wegen Enttarnung eingestellt werden. Seit 1963 war Lippmann Mitglied der SPD. Er war Mitarbeiter der Deutschen Welle. Ab 1973 war er Mitarbeiter im Gesamtdeutschen Institut in Bonn.
Lippmann wurde von der Stasi beobachtet. Er starb 1974 in Bad Godesberg.